# Zastava Omana
Zastava Omana sastoji se od tri polja, (bijelo, zeleno i crveno) s crvenim stupcem na lijevoj strani koji sadrži nacionalni simbol Omana. Bijela predstavlja mir i napredak, zelena plodnost i Zelene Planine, a crvena borbu protiv stranih okupatora. 
Crvena je također jedina boja prijašnje zastave. 